# Masq by Qwant
Masq by Qwant (aussi appelé Qwant Masq ou Masq) était un service de stockage des données personnelles gratuit et sous licence libre, qui avait notamment pour but d'améliorer l'ensemble des services de Qwant en personnalisant le service aux utilisateurs tout en ne collectant pas de données personnelles. Ce service est fermé depuis le 17 septembre 2020.

## Description
Masq by Qwant est un système de stockage de données personnelles sur l'appareil de l'utilisateur (ordinateur personnel ou smartphone). Cette fonctionnalité a pour but de permettre d'obtenir un service personnalisé sur les différents services de Qwant (et d'autres). Cette personnalisation se fait en respectant les valeurs de Qwant c'est-à-dire sans transmettre la moindre information à Qwant ou à un tiers. En effet toutes les informations sont stockées côté utilisateur sur leurs appareils.

La création d'un profil local est nécessaire pour pouvoir utiliser Masq mais son utilisation reste facultative pour accéder aux différents services de Qwant, qui ne seront alors pas personnalisés.

## Services utilisant Masq
Seul Qwant Maps utilisait la technologie Masq. Il était prévu de rendre plusieurs services compatibles avec Masq comme Qwant Search, Qwant Pay ou encore Qwant Music. Qwant Masq était également ouvert à toutes les entreprises souhaitant elles aussi respecter les données de leurs utilisateurs.

Depuis juin 2022, Qwant Maps permet tout de même de sauvegarder l'historique de recherche directement sur l'appareil utilisé, sans transmettre les données à Qwant.

### Qwant Maps

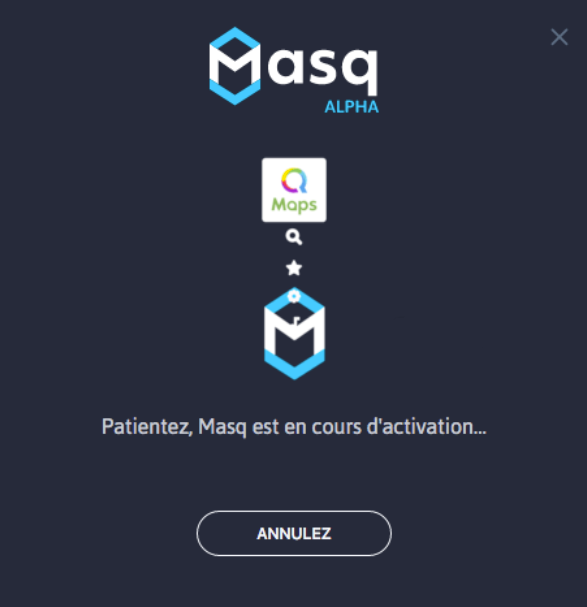
Synchronisation de Masq avec Qwant Maps

Masq by Qwant permetait à Qwant de stocker des données de localisation afin d'afficher sur Qwant Maps ses lieux favoris (lieu de travail, médecin, etc.).

## Chronologie
Le 24 janvier 2018 Masq est présenté par Qwant lors du FIC à Lille.
Le 14 juin 2018 lors de l'inauguration de ses locaux à Paris, Qwant annonce initialement Masq pour la fin du mois de juin 2018. 
Le 12 juin 2019 lors d'une audition au Sénat par la Commission d'enquête sur la souveraineté numérique, Éric Léandri annonce Masq pour la fin du mois de juin 2019.
Le 27 juin 2019, Masq by Qwant sort en version alpha. Masq peut alors être utilisé seulement avec Qwant Maps.
Le 17 septembre 2020, le service Masq by Qwant est désactivé car il ne répond pas aux attentes de la plupart des utilisateurs.